# Aoste
Aoste is een gemeente in het Franse departement Isère (regio Auvergne-Rhône-Alpes). De plaats maakt deel uit van het arrondissement La Tour-du-Pin. Aoste telde op 1 januari 2022 2.869 inwoners.

## Geografie
De oppervlakte van Aoste bedroeg op 1 januari 2022 9,82 vierkante kilometer; de bevolkingsdichtheid was toen 292,2 inwoners per km².

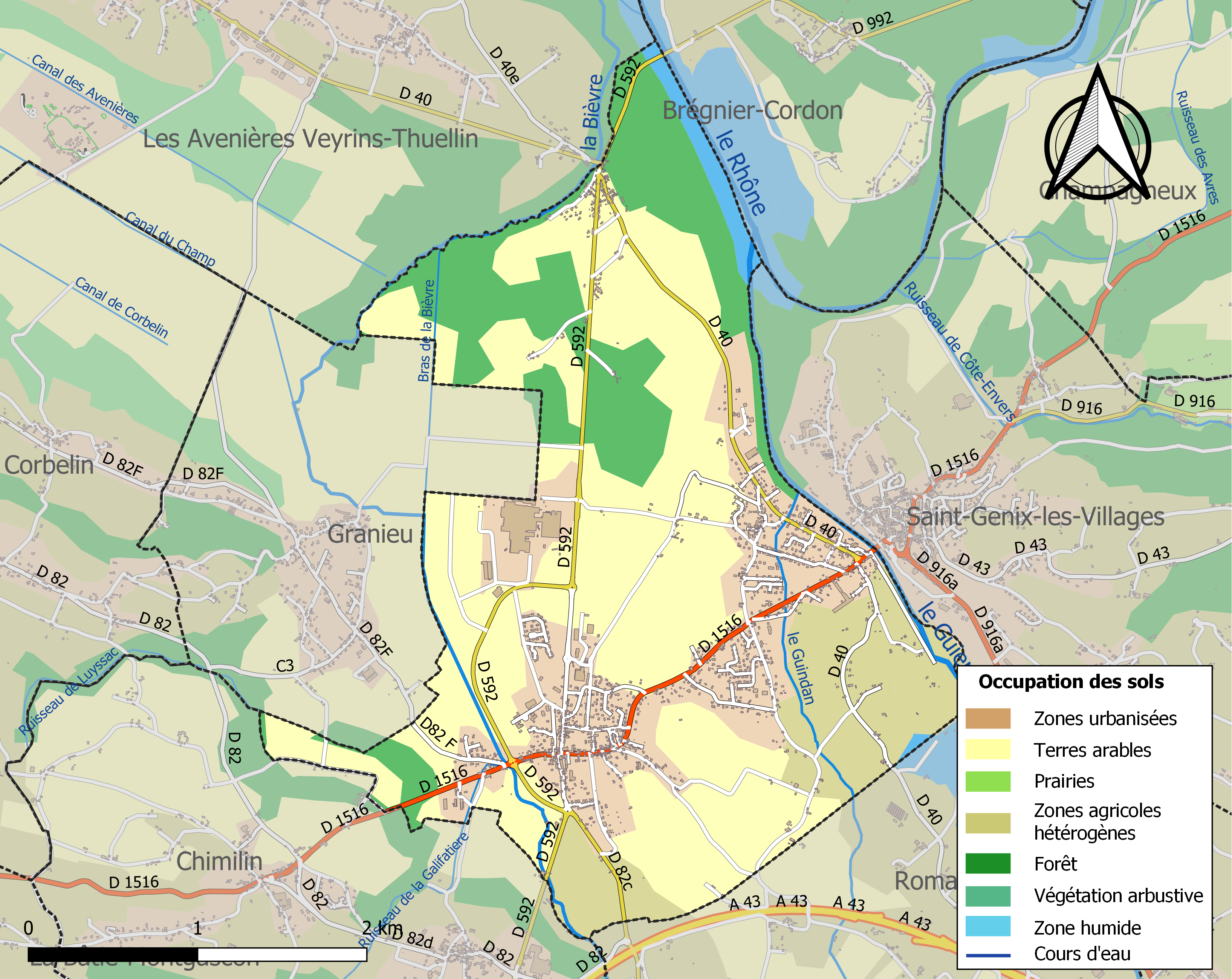
Kaart van de gemeente met de belangrijkste infrastructuur, bodemgebruik en omliggende gemeenten

## Demografie
Onderstaande figuur toont het verloop van het inwonertal (bron: INSEE-tellingen).

## Afbeeldingen

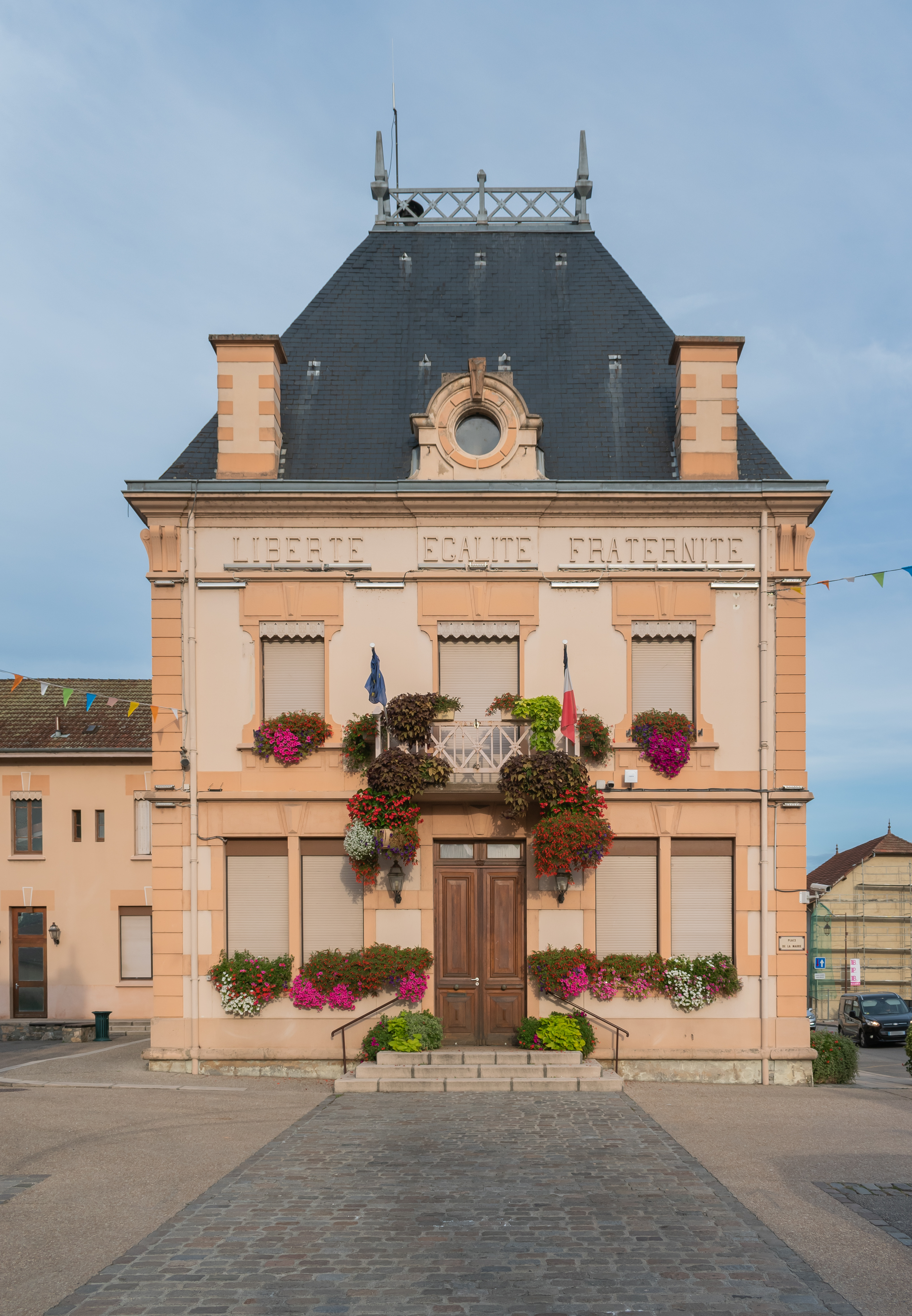
Gemeentehuis
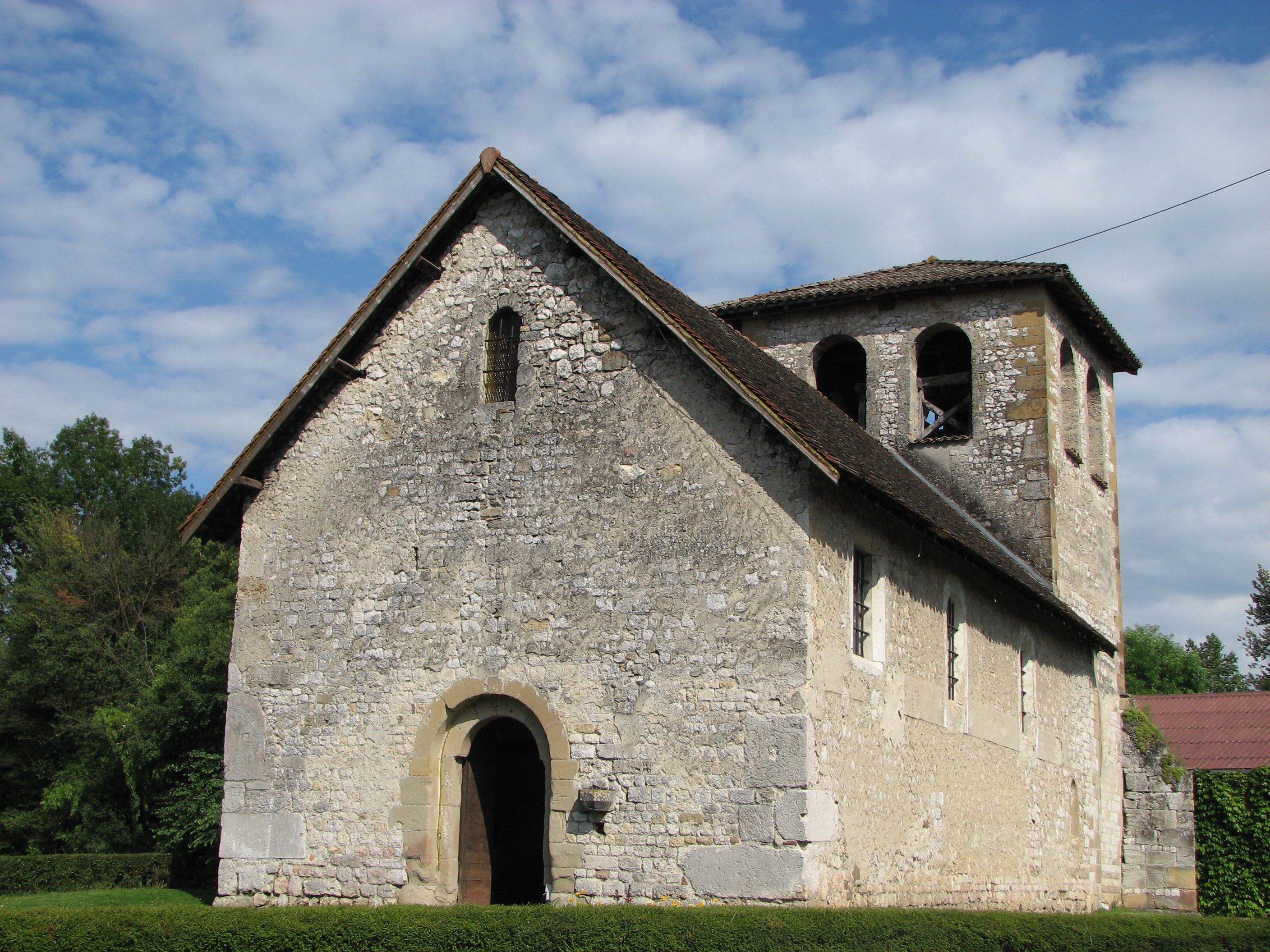
Église Saint-Didier d'Aoste
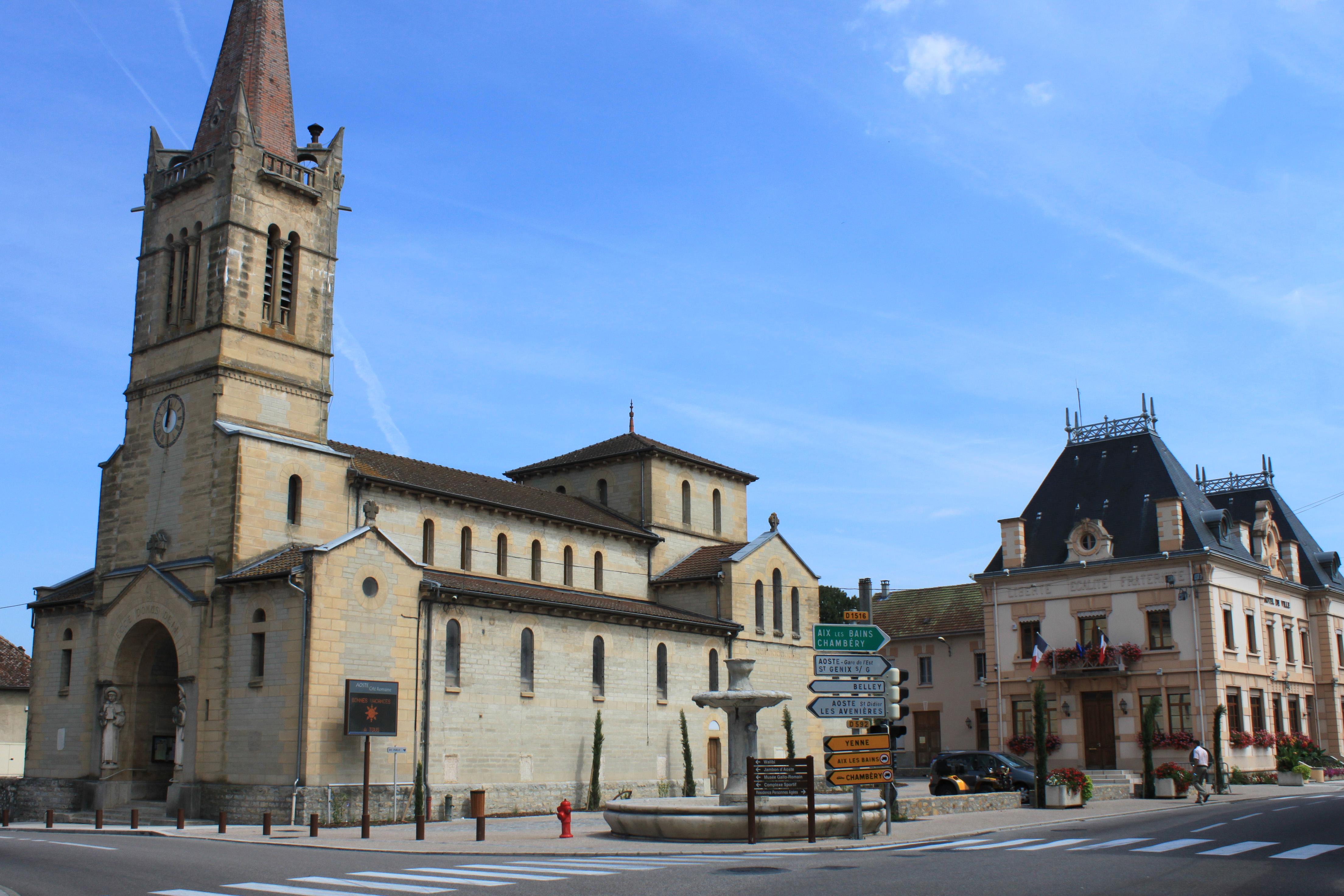
Église Saint-Clair